# Diderich de Thurah
Diderich de Thurah (1. maj 1704 i Aarhus – 1. marts 1788 i København) var en dansk søofficer og oversætter. Han var broder til Lauritz de Thurah.
Thurah var søn af biskop i Ribe Laurids Thura. Han var først landkadet, men viste talent for konstruktion, blev derefter 1723 sekondløjtnant i Marinen, rejste straks udenlands sammen med Knud Nielsen Benstrup og flere for at studere skibsbyggeri, kom tilbage 1728 og ansattes året efter ved skibsbyggeriet med Benstrup som overordnet. Uagtet Thurah aldrig kom til søs, avancerede han dog i søofficerskorpset, blev således 1732 premierløjtnant, 1734 kaptajnløjtnant, året efter orlogskaptajn og 1738 kommandørkaptajn. Den 14. oktober 1740 optoges han sammen med sin broder Lauritz de Thurah i den danske adelstand, hvorved navnet "Thura" blev ændret til "de Thurah".
Som skibskonstruktør viste Thura sig ikke videre dygtig, derimod skilte han sig godt fra anlægget af en savmølle ved Toldboden og nogle andre mindre opgaver. Under striden mod Benstrup tog Thurah parti mod ham, han valgtes til medlem af den kommission, der skulle bedømme Benstrups virksomhed, og var således delagtig i den hårde skæbne, der ramte denne fortjenstfulde mand; men da han efter Benstrups fald 1738 selv skulle lede Marinens skibsbyggeri, viste det sig snart, at han ikke var stillingen voksen: De to af ham byggede linjeskibe samt nogle brigantiner var så mådelige sejlere, at man 1740 indkaldte den franske konstruktør Laurent Barbé og lod denne samt skibsbygmester Anders Thuresen levere tegninger til de nye skibe.
Thura vedblev dog at være fabrikmester af navn indtil 1758, da han afløstes af Frederik Michael Krabbe, hvorefter han ansattes i den vellønnede stilling som kommandant på Toldboden. Uagtet han her havde en strid med kaptajn, greve Sponneck, imod hvem han viste en fornærmelig opførsel, i hvilken anledning han stilledes for en krigsret, beholdt han dog sit embede lige til sin død. Den forholdsvis gunstige karriere, Thura trods sine ringe evner gjorde, må formentlig tilskrives den tilfældige omstændighed, at han havde undervist Christian 6. i kunstdrejning, i hvilken han besad stor færdighed, og ved denne lejlighed havde erhvervet sig kongens velvilje.
Thurah var 3 gange gift: 1. (1736) med Johanne Marie født Sylling (død i december 1741); 2. (1742) med Ingeborg Johanne Sohl, født Brünstorph (død i Helsingør 1745), enke efter kommerceråd Sohl; 3. (1746) med Frederikke Christiane født Scavenius (f. 1717 d. 26. juli 1796), datter af generalmajor Peder Scavenius (f. 1678 d. 30. maj 1738) og Helene Urne født Benzon (f. 1690 d. 1763).
Træt af genvordigheder begyndte Diderik de Thurah, særlig efter 1758, da han havde forladt tjenesten på Holmen, at optages af litterære arbejder. Han oversatte en række gode religiøse skrifter af engelske forfattere, således James Blairs prædikener over Bjergprædikenen (4 dele, 1761), Thomas Newtons afhandlinger over profetierne (3 dele, 1765), William Sherlocks apologetiske skrifter over forsyn, død og dom (1770-73) o. fl. 1768 begyndte han et ugeskrift, indeholdende oversættelser af «lærerige og opbyggelige Materier»; det fortsattes gennem 3 årgange og vandt meget bifald, men skaffede Thurah betydelige udgifter, hvorfor han standsede udgivelsen.
Da bogtrykkerierne fra 1771 var så opfyldte med "Philopatreias og andet Snavs", som han udtrykker sig, og den gamle mand, der mest levede på sit studerekammer mellem sine bøger og sine mekaniske sysler, dog havde lyst til at forsøge en fortsættelse, måtte han bie til 1776, da der udkom et anhang og det følgende år en Visdomsskole til Frimodighed mod Døden. I sit 81. år udgav han "efter adskillige Venners Forlangende" en ganske kort selvbiografi og endelig 1785 (anonymt) et lille modskrift mod Bastholms liturgiske forslag.
Han er begravet i Sankt Petri Kirke.
- Diderich de Thurah på Kunstindeks Danmark/Weilbachs Kunstnerleksikon